# Osorkon IV
Osorkon IV o Aakheperra Setepenamon Osorkon és l'últim faraó de la dinastia XXII d'Egipte; governa de 730 aC. a 715 aC. durant el tercer període intermedi d'Egipte.
Va ser fill de Sheshonq V i Tadibastet II. Era rei de Tanis i només governa al nord-est del delta del Nil.
El seu regnat sorgeix en un període en què l'antic Egipte és dirigit simultàniament per reis de quatre dinasties: la dinastia XXIII, que està regida per Iuput II i governa a la ciutat de Leontòpolis; la dinastia XXIV, governada per Tefnajt, a Sais, i després per Bakenrenef; i la dinastia XXV, kushita, que està regida per Piankhi i Shabaka.
Osorkon IV s'aliarà amb Iuput II i Tafnajt, per intentar frustrar l'enfortiment de Pianjy, rei de Napata. També tractarà d'ajudar els reis d'Israel i de Palestina. Encara que finalment va cercar l'amistat de Sargon II, el rei assiri, amb valuosos regals com dotze magnífics cavalls.
Amb la mort d'Osorkon conclou la dinastia XXII, coetània de les dinasties XXIII i XXIV. Manetó va comentar que Shabaka, el faraó cuixita de la Dinastia XXV, després de capturar Bokkoris i cremar-lo viu, va regnar alguns anys a Egipte.